# Kaiserliches Residenzschloss Foggia

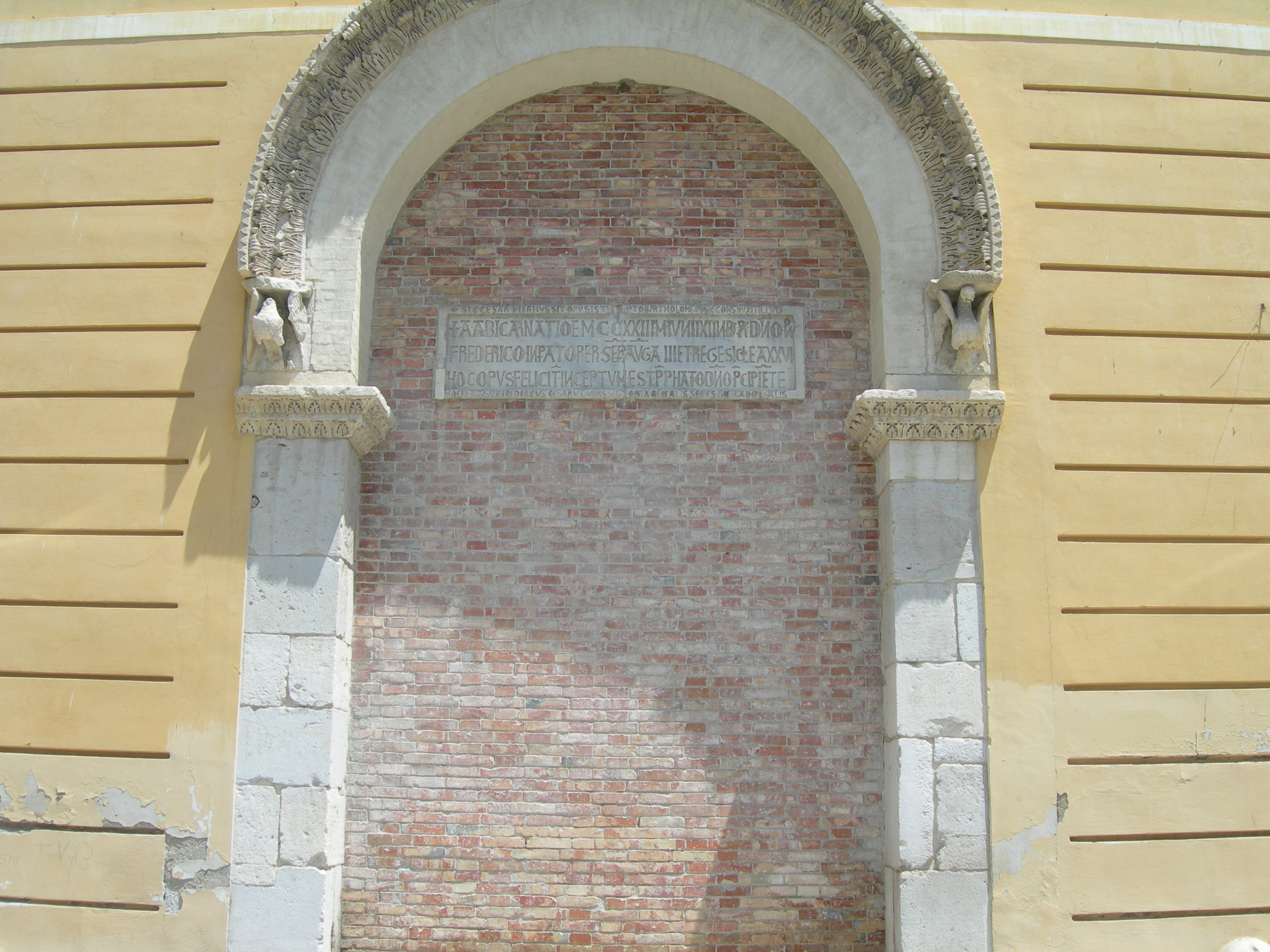
Der noch erhaltene Portalbogen mit der Inschrift über den Baubeginn von 1223

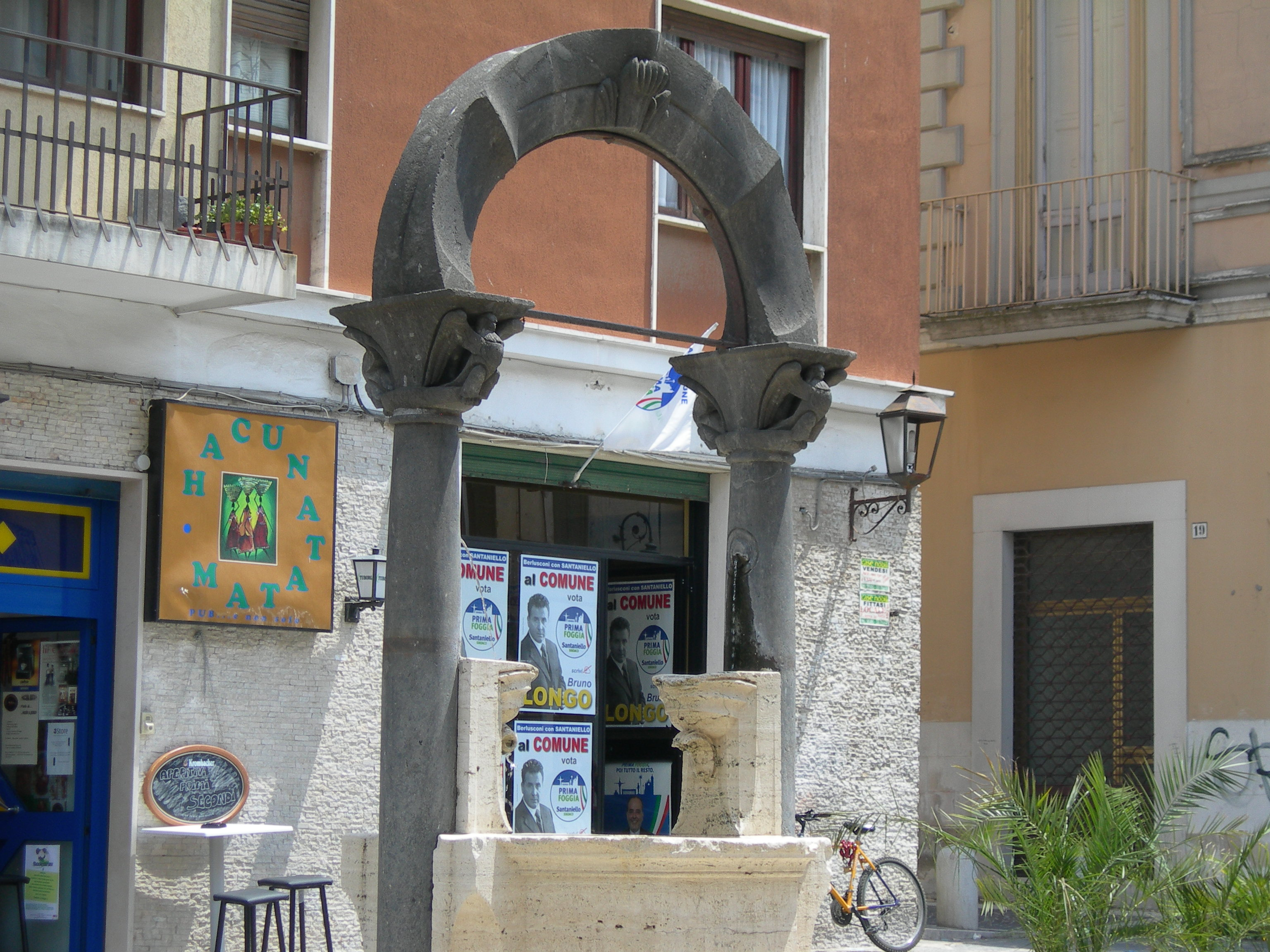
Der Brunnen aus dem Palast mit dem zeitgenössischen Bogen, der an den Portalbogen erinnert

Das Kaiserliche Residenzschloss Foggia, in der Literatur auch Kaiserpalast beziehungsweise Kastell Foggia genannt, war ein aus dem 13. Jahrhundert stammender Palast Kaiser Friedrichs II. in Foggia. Bis auf einen Portalbogen, eine Inschrift und einen Brunnen sind keine Relikte mehr vorhanden. Die Lage, die Geschichte – bis auf den Baubeginn – und Angaben über die Zerstörung sind nicht bekannt oder überliefert. Lediglich über das Aussehen im Inneren gibt es – wenige – zeitgenössische Angaben.

## Baubeginn
Eine Marmorplatte, die heute innerhalb des Portalbogens vermauert ist, wurde offenbar als Spolie wiederverwendet. Sie trägt eine Inschrift über den Baubeginn und daher ist bekannt, dass der Baumeister und Steinmetz Kaiser Friedrichs II., Bartolomeo da Foggia, den Bau auf dessen Veranlassung schuf. Die Inschrift wird von der kunsthistorischen Literatur in drei Abschnitte aufgeteilt: die obere Randinschrift, den Mittelteil und die untere Randinschrift. Sie lauten:
- Obere Randinschrift: SIC. CAESAR. FIERI. OPUS. ISTUM. P[RO]TO. BARTHOLOMEUS. SIC. CONSTRUXIT. ILLUD

- Mittelteil: † A[NNO] • AB INCARNATIONE • M.C.C.XX.III. M[ENSE]. IUNII. XI IND[ICTIONIS] • R[EGNANTE] • DOMINO • NOSTRO FREDERICO IMPERATORE • R[OMANORUM] • SEMPER • AUGUSTO • A[NNO] • III • ET • REGE SICILIE • A[NNO] • XXVI • HOC • OPUS • FELICITER • INCEPTUM • EST • PRAEPHATO • DOMINO • PRAECIPIENTE.

- Untere Randinschrift: HOC FIERI IUSSIT FREDERICUS CESAR UT URBS SIT FOGIA REGALIS SEDES INCLITA IMPERIALIS

In der Übersetzung:
- Obere und untere Randinschrift zusammengefasst: „So befahl der Kaiser die Ausführung und setzte Bartholomäus sie um; Kaiser Friedrich befahl das Werk, damit die Stadt Foggia, der königliche Sitz, als kaiserliche[r] gerühmt wird.“

- Mittelteil: „Im Jahr 1223 seit der Fleischwerdung, im Monat Juni, in der 11. Indiktion, während der Regierung des Römischen Kaisers Friedrich, im 3. Jahr seiner Kaiserherrschaft, im 26. Jahr seiner Herrschaft als König von Sizilien wurde dieses Werk im Auftrag des genannten Herrn glücklich begonnen.“

Auf diese Inschrift gestützt, kann der Baubeginn auf 1223 festgelegt werden. Der Grund für den Bau des Palastes war die Verlegung der Zentralverwaltung des Reiches von Palermo nach Foggia 1222, wegen der schnelleren Erreichbarkeit der Lombardei und der deutschen Reichsgebiete, aber auch wegen der Bevorzugung der Capitanata als kaiserliches Jagdgebiet.
Der Baumeister, Bartolomeo da Foggia, war für eine Reihe von kaiserlichen Um-, Neu- und Ausbauten verantwortlich, so bei der Kathedrale Santa Maria Icona Vetere in Foggia selbst, aber auch in Barletta, Trani, Lucera, Brindisi und weiteren Orten.

## Zeitgenössische Beschreibungen
Der Palast war der erste und prächtigste Bau, den der Kaiser, neben einer ganzen Reihe von weiteren Kastellen und Jagdschlössern, in den folgenden Jahren in Apulien errichten ließ. Fast dreißig Jahre war er der prunkvolle Mittelpunkt der kaiserlichen Hofhaltung. Zeitgenossen berichten von Sälen und Höfen aus Marmor, von Wasserspielen und von den vom Kaiser gesammelten, wohl antiken Statuen und Säulen. Ein zeitgenössischer Bericht sagt: „Alle Arten festlicher Freuden einten sich da, und man ward heiter gestimmt durch den Wechsel der Chöre und die purpurnen Aufzüge der Spielenden. Eine Anzahl wurde zu Rittern gemacht, andere geschmückt mit Zeichen besonderer Würden. Der ganze Tag wurde festlich begangen, und als er sich dem Ende zuneigte, wurde bei flammenden Fackeln, die hier und dort aufleuchteten, unter Wettkämpfen der Spielenden die Nacht zum Tage gewandelt“. Berichtet wird von verschwenderischem Luxus, auch die Anlage von Tiergärten ist bekannt. Bedient wurde der Hof, in dem sich zeitweise Tausende von Gästen aufhielten, aus dem nahegelegenen Kastell Lucera, in dem Friedrichs sarazenische Leibgarde untergebracht war. Von der Pracht des Palastes ist bis auf den Portalbogen und den Brunnenrest nichts mehr vorhanden.
Carl Arnold Willemsen bedauert, dass die Residenz nicht mehr existiert; sie hätte aus seiner Sicht „ein wichtiges Bindeglied in der Entwicklungsgeschichte der mittelalterlichen profanen Palastarchitektur“ sein können.
1285 starb hier Karl I. von Anjou, König von Neapel, der die Staufer besiegt und Friedrichs Enkel Konradin getötet hatte.

## Portalbogen
Einer der drei baulichen Reste ist ein Portalbogen, der heute auf der rechten Seite des Palazzo Arpi vermauert ist. Es handelt sich um einen reich verzierten Bogen, der beiderseits auf ursprünglich fein herausgemeißelten staufischen Adlern ruht, die ihrerseits auf Konsolen aufsitzen. Der Bogen war ursprünglich – aber schon dort nicht mehr am eigentlichen Standort – in einem Haus vermauert, das bei den schweren Luftangriffen im Zweiten Weltkrieg völlig zerstört wurde; der Bogen überstand das Bombardement fast unversehrt.

## Brunnen
Ein weiterer Rest ist das Gefäß eines Brunnens, der sich heute auf der Piazza Federico II befindet. Der über dem Brunnen angebrachte Bogen ist eine zeitgenössische Arbeit und erinnert an den noch vorhandenen Portalbogen.
Wolfgang Braunfels resümiert über die Bauten Friedrichs II.: „Man hat Friedrichs Schlösser mit den ›Solitären‹ unter den Diamanten verglichen. Sie leuchteten in der Kunstgeschichte Italiens auf, wurden verlassen und dem Verfall preisgegeben, dem nur wenige, wie Castel del Monte, standgehalten haben.“